# لیزیک

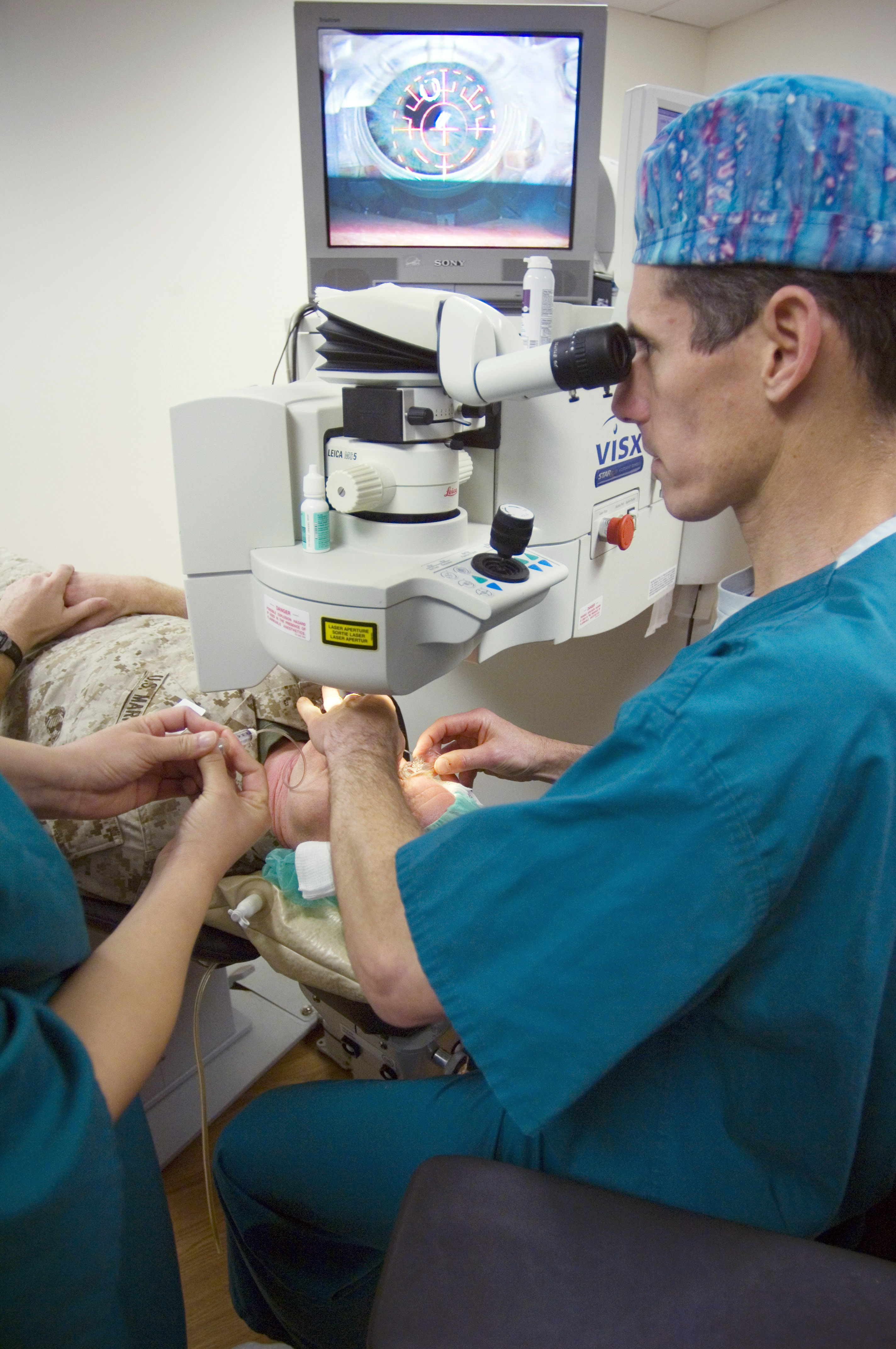
عمل لیزیک

لیزیک (به انگلیسی: Lasik یا LASIK) که معمولاً عمل جراحی لیزر چشم یا تصحیح بینایی با لیزر گفته می‌شود نوعی از جراحی انکساری است که برای اصلاح نزدیک‌بینی، دوربینی و آستیگماتیسم استفاده می‌شود. جراحی لیزیک توسط چشم‌پزشک انجام می‌شود؛ او با استفاده از لیزر یا میکروکراتوم قرنیه چشم را تغییر شکل می‌دهد تا حدت بینایی را بهبود بخشد. برای بیشتر مردم، جایگزین بلندمدتی برای عینک و لنزهای تماسی به‌شمار می‌آید.
لیزیک شباهت زیادی به سایر جراحی‌های اصلاحی مانند پی‌آرکی و لازک دارد. لیزیک عملکرد بهتری را در سایر روش های جراحی انکساری مانند آر‌کی نشان داده‌است. برای بیمارانی با نزدیک‌بینی متوسط به بالا یا قرنیه نازک که نمی‌توانند با لیزیک و پی‌آرکی درمان شوند، روش کاشت لنز جایگزین است. در سال ۲۰۱۸ حدود ۸ میلیون آمریکایی عمل لیزیک داشته‌اند. در سال ۲۰۱۶ حدود ۴۰ میلیون عمل از سال ۱۹۹۱ به روش‌های مختلف انجام‌شده است. با این حال به نظر می‌رسد که این روش در آمریکا ۵۰ درصد افت‌کرده است. بر اساس آمارها از ۱.۵ میلیون در سال ۲۰۰۷ به ۶۰۴۰۰۰ در سال ۲۰۱۵ کاهش یافته‌است. مطالعاتی در جورنیال کورنیا تعداد دفعات جستجوی کلمه 'لیزیک' در گوگل از سال ۲۰۰۷ تا ۲۰۱۱ را نشان می‌دهد. در این بازه زمانی در آمریکا ۴۰ درصد کاهش یافته‌است. کشورهایی مانند بریتانیا و هند به ترتیب ۲۲ درصد و ۲۴ درصد کاهش را نشان می‌دهد. با این حال کانادا ۸ درصد افزایش داشته است. در سال ۲۰۱۵ دوباره ۵۰ درصد در آمریکا کاهش یافته‌است. این کاهش علاقه‌مندی به لیزیک را می‌تواند به چند دلیل باشد: عوارض جراحی، رکود اقتصادی در سال ۲۰۰۸ و پوشش نامطلوب رسانه‌ای.
غلامعلی پیمان، دانشمند ایرانی مقیم آمریکا و از اعضای «تالار مشاهیر چشم‌پزشکی جهان»، مخترع این روش جراحی است. وزیر بهداشت دولت‌های یازدهم و مدتی دولت دوازدهم، قاضی‌زاده هاشمی، رکورددار عمل جراحی لیزیک در ایران است. این شیوه اکنون گسترش زیادی یافته‌است و در سال ۲۰۱۱ بیش از ۱۱ میلیون جراحی لیزیک در آمریکا انجام شده‌است.
این نوع عمل جراحی تأثیرگذار بوده ولی درد کمی به همراه دارد و معمولاً یک یا سه روز پس از عمل بهبود می‌یابد و نیازی به بانداژ و بخیه ندارد.

## خطرات

### ناهنجاری‌های شدید
ناهنجاری‌های شدید مشکلات بینایی هستند که برای تشخیص نیاز به آزمایش ویژه دارند و با عینک‌های عادی اصلاح نمی‌شوند. این ناهنجاری‌ها شامل پخش شدن نور، تاری دید، دیدن هاله و غیره می‌شود. برخی از بیماران بعد از عمل این علائم را توصیف می‌کنند و آنها را با تکنیک لیزیک از جمله تشکیل فلپ و فرسایش بافت در ارتباط می گذارند.
یک ارتباطی بین اندازه مردمک و این ناهنجاری‌ها وجود دارد. این ناهنجاری‌ها ممکن است نتیجه بی نظمی در بافت قرنیه بین قسمت سالم قرنیه و قسمت تغییر شکل‌یافته باشد. دید بعد از لیزیک در روز مطلوب است، زیرا اندازه مردمک از فلپ لیزیک کوچکتر است. بعضی‌ها می‌گویند که این ناهنجاری‌ها ممکن است از قبل وجود داشته باشند.

### خشکی چشم
۹۵ درصد از بیماران علائم خشکی چشم را بعد از لیزیک گزارش می‌کنند. اگرچه این بیماری معمولاً موقتی است اما می تواند به سندرم خشکی چشم مزمن و شدید مبتلا شود. کیفیت زندگی فرد می تواند به شدت تحت تأثیر سندرم خشکی چشم باشد. سندرم شوگرن می‌توانند مانع عمل لیزیک شود. درمان خشکی چشم با استفاده از اشک‌های مصنوعی و اشک‌های تجویزی و پلاگین مجرای اشک انجام می‌شود. پلاگین مجرای اشک با قرار دادن پلاگین کلاژنی یا سیلیکونی در مجرای اشک، که به طور عادی مایعات را از چشم تخلیه می‌کند، انجام می‌شود. برخی از بیماران از وجود علائم خشکی چشم شکایت می‌کنند علیرغم اینکه چنین درمان‌ها و علائم ممکن است دائمی باشد.

### هاله
بعضی از بیماران هاله‌ها و پخش شدن نور را در اطراف روشنایی چراغ‌ها در شب مشاهده می‌کنند. در شب مردمک ممکن است گشادشود و بزرگ تر از فلپ شود و نور به صورت شکسته درآید اما وقتی چون مردمک در طول روز کوچک تر می‌شود این علائم وجود ندارد. مردمک را می‌توان قبل از عمل بررسی کرد و خطرات این علایم را ارزیابی کرد. این علایم میتواند قبل از عمل، حین عمل، بعد از عمل، بلافاصله بعد از عمل و مدتی بعد از عمل آشکار شود: بر اساس سرویس سلامت همگانی تنها در کم تر از ۵ درصد موارد این علایم ظاهر می‌شود.

## موارد منع مصرف یا احتیاط
عمل لیزیک برای همه افراد مناسب نیست و موفقیت آن به انتخاب صحیح بیمار بستگی دارد. برخی شرایط و بیماری‌ها می‌توانند مانعی برای انجام این عمل باشند یا نیاز به احتیاط و بررسی دقیق‌تر توسط چشم‌پزشک داشته باشند. از جمله مهم‌ترین این موارد می‌توان به نکات زیر اشاره کرد:
- بیماری‌های فعال چشمی: مانند قوز قرنیه (کراتوکونوس پیشرونده)، آب‌سیاه (گلوکوم) کنترل‌نشده، التهاب فعال داخل چشمی (مانند یوئیت)، عفونت‌های چشمی اخیر (مانند تبخال چشمی فعال)، یا خشکی چشم شدید که به درمان‌های معمول پاسخ نداده است.
- عدم ثبات عیب انکساری: شماره چشم فرد باید حداقل به مدت یک سال (یا طبق نظر پزشک) ثابت مانده باشد. تغییرات مکرر شماره چشم نشان‌دهنده عدم پایداری وضعیت انکساری است.
- دوران بارداری و شیردهی: به دلیل تغییرات هورمونی در این دوران که می‌تواند بر وضعیت قرنیه و شماره چشم تأثیر موقت بگذارد، معمولاً توصیه می‌شود عمل لیزیک تا پس از این دوران به تعویق بیفتد.
- برخی بیماری‌های سیستمیک: بیماری‌های بافت همبند و خودایمنی کنترل‌نشده (مانند لوپوس اریتماتوز سیستمیک، آرتریت روماتوئید شدید)، دیابت کنترل‌نشده با عوارض چشمی، یا بیماری‌های نقص ایمنی که روند ترمیم زخم را به طور قابل توجهی مختل می‌کنند.
- مصرف برخی داروها: استفاده از داروهایی که می‌توانند بر ترمیم قرنیه تأثیر منفی بگذارند (مانند برخی داروهای سرکوب‌کننده سیستم ایمنی در دوزهای بالا) یا داروهایی که خشکی چشم را به شدت تشدید می‌کنند (مانند ایزوترتینوئین خوراکی که برای درمان آکنه استفاده می‌شود و باید چند ماه قبل از عمل قطع شود).
- شرایط خاص قرنیه: ضخامت ناکافی قرنیه برای انجام ایمن عمل، یا داشتن توپوگرافی نامنظم قرنیه که خطر اکتازی پس از عمل را افزایش دهد.
- سن: معمولاً برای افراد زیر ۱۸ سال توصیه نمی‌شود، زیرا شماره چشم هنوز در حال تغییر است. برای سنین بالاتر، وجود پیرچشمی و سایر تغییرات مرتبط با سن باید در نظر گرفته شود. [۳]

## فمتو لیزیک
نسل جدید جراحی لیزیک است که برداشتن لایه سطحی قرنیه بجای میکروکراتوم و به شیوه مکانیکی از فمتوسکند لیزر استفاده میشود. در این روش عوارض کمتری نسبت به لیزیک کلاسیک وجود دارد.